# Broch

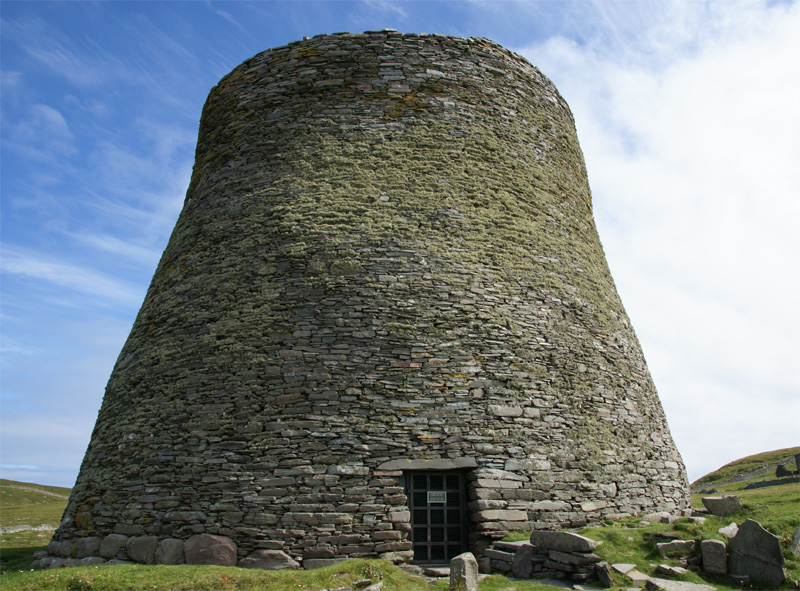
Broch na wyspie Mousa (2008)

Broch (scots broch) – typ kamiennych budowli o kształcie masywnej wieży, wznoszonych w epoce żelaza i datowanych na pierwsze wieki n.e. Wszystkie budowle tego typu znajdują się na terenie Szkocji, w większości na Wyspach Szetlandzkich.
Brochy usytuowane są zwykle na płaskim terenie w pobliżu wybrzeża morskiego, budowane były z lokalnego kamienia bez użycia zaprawy. Były budynkami obronnymi, nie jest jednak jasne, czy były zamieszkiwane, czy też używane były tylko w momentach zagrożenia.
Najlepiej zachowaną wieżą jest broch na wyspie Mousa, położonej w archipelagu Szetlandów.

## Historia

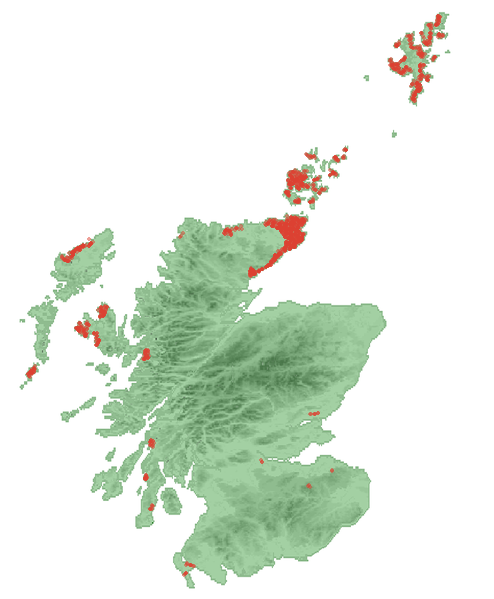
Przybliżona lokalizacja brochów w Szkocji

Słowo broch pochodzi od staronordyjskiego wyrazu borg, oznaczającego twierdzę. Niewiele wiadomo o kulturze i organizacji społecznej ludów, które wznosiły te budowle. Pierwsze hipotezy dotyczące pochodzenia brochów powstały w początkach XX wieku i zakładały, że były one siedzibami lokalnych władców. Kolejne teorie, powstałe w 2. poł. XX wieku sugerowały, że brochy były symbolem dominacji i władzy wojskowej ludów przybyłych z południa, które podbiły Szkocję w I w. n.e. Żadna z tych hipotez nie została potwierdzona przez badania archeologiczne.
Przeprowadzone prace, m.in. wykopaliska w otoczeniu brocha w Old Scatness na południu Szetlandów wskazują, że wieże te budowała  miejscowa ludność dla ochrony przed atakami z morza i jako schronienie. W spokojnych czasach mogły być wykorzystywane jako budynki gospodarcze. Służyły też do obserwacji morza i jako system komunikacji, gdyż wiele brochów budowano w odległości wzroku, aby łatwo przekazywać wiadomość o ewentualnym niebezpieczeństwie. Wiele z tych budowli z czasem otaczane było przez osady lub grody.
Brochy lub ich pozostałości znaleźć można głównie w północnej Szkocji, na Wyspach Szetlandzkich, Hebrydach i Orkadach. Istnieje niewielka i mało zbadana grupa tych wież w Szkocji środkowej i ma południu - w okolicach Stirling i w rejonie Borders. Do dzisiejszych czasów kilka brochów przetrwało w dobrym stanie, głównie dzięki niedostępnemu położeniu uniemożliwiającemu kradzież kamienia. Są to przede wszystkim brochy szetlandzkie - na wyspie Mousa, Clickimin Broch w Lerwick, w Culswick na zachodzie wyspy i w Old Scatness. Interesujące są również brochy w Dun Carloway na wyspie Lewis oraz w Glenelg na północnym zachodzie Szkocji.

## Architektura

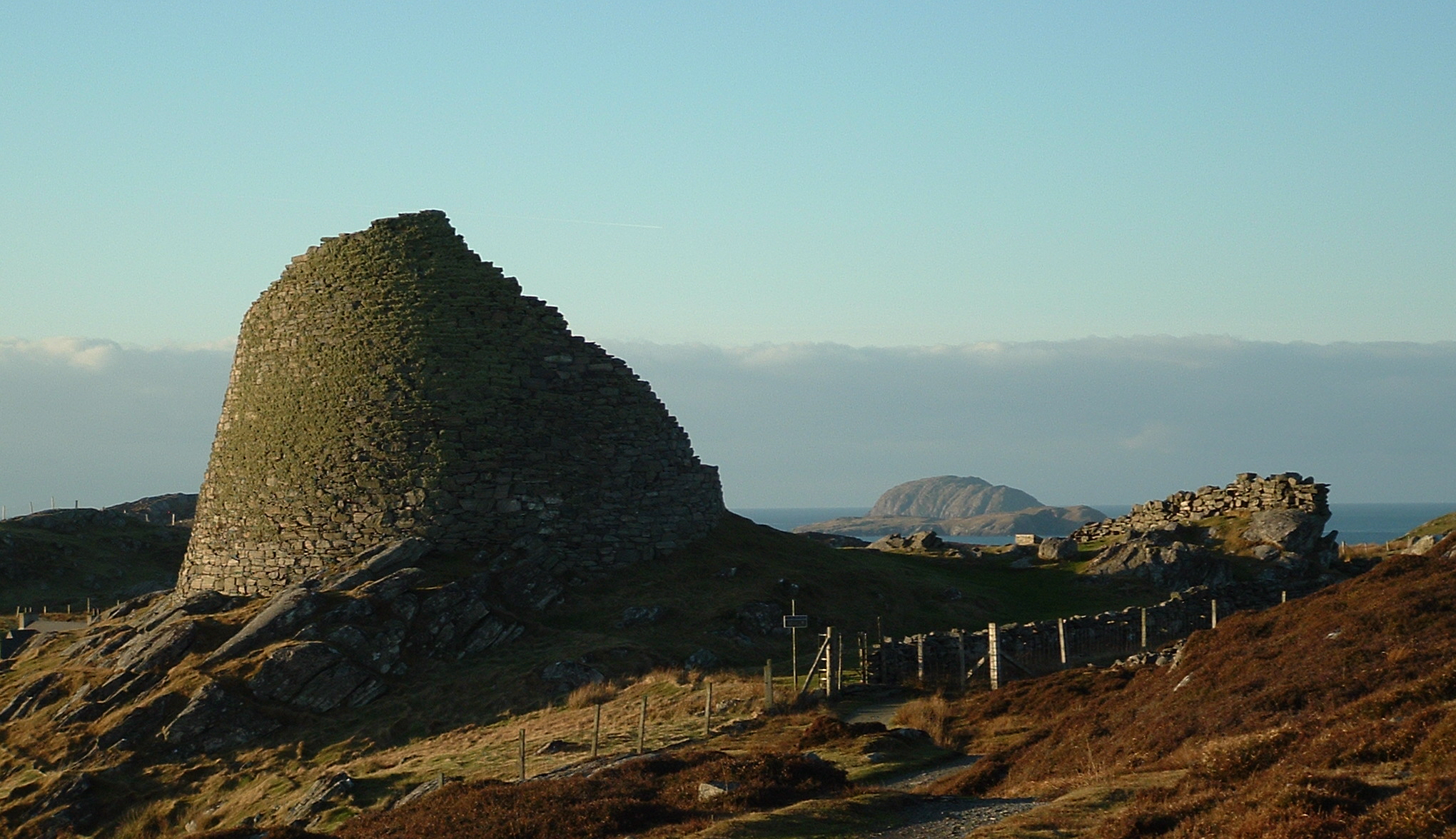
Broch w Dun Carloway

Brochy są wieżami budowanymi na planie okręgu o średnicy od 5 do 15 metrów, o podwójnym murze układanym z lokalnego kamienia bez użycia zaprawy.
Mur ma grubość około 3 metrów z pustą przestrzenią w środku, która zajmowana była przez galerie lub przez pomieszczenia mieszkalne i gospodarcze. Obie warstwy muru łączone były za pomocą płyt kamiennych przebiegających w poprzek przestrzeni pomiędzy ścianami. Płyty te niekiedy wykorzystywano jako schody prowadzące na szczyt muru.
Do wieży prowadziło zwykle jedno niewielkie wejście, prowadzące poprzez wąski korytarz na dziedziniec, na którym niekiedy znajdowała się studnia. Przypuszcza się, że dziedziniec przykryty był drewnianym dachem i że jego wnętrze dzielono na kilka pięter za pomocą drewnianych stropów.